# 林口林业局
林口林业局，又称林口重点国有林管理局，是一个位于中华人民共和国黑龙江省牡丹江市林口县的类似乡级单位，亦是中国龙江森林工业集团（黑龙江省森林工业总局）所属的一个林业局，分属牡丹江林业管理局。
林口林业局始建于1963年，地处完达山脉佛爷岭以南的大小锅盔山区，施业区总面积27.3万公顷，地跨林口县、海林市、勃利县。有林地面积213568公顷，活立木蓄积1410万立方米，森林覆盖率78.9%。林口林业局行使县级人民政府行政执法权。下设6个党委部门机构，24个行政部门机构，2个群团组织机构，1个派驻机构。办公地点在古城镇。

## 行政区划
林口林业局下辖以下单位：

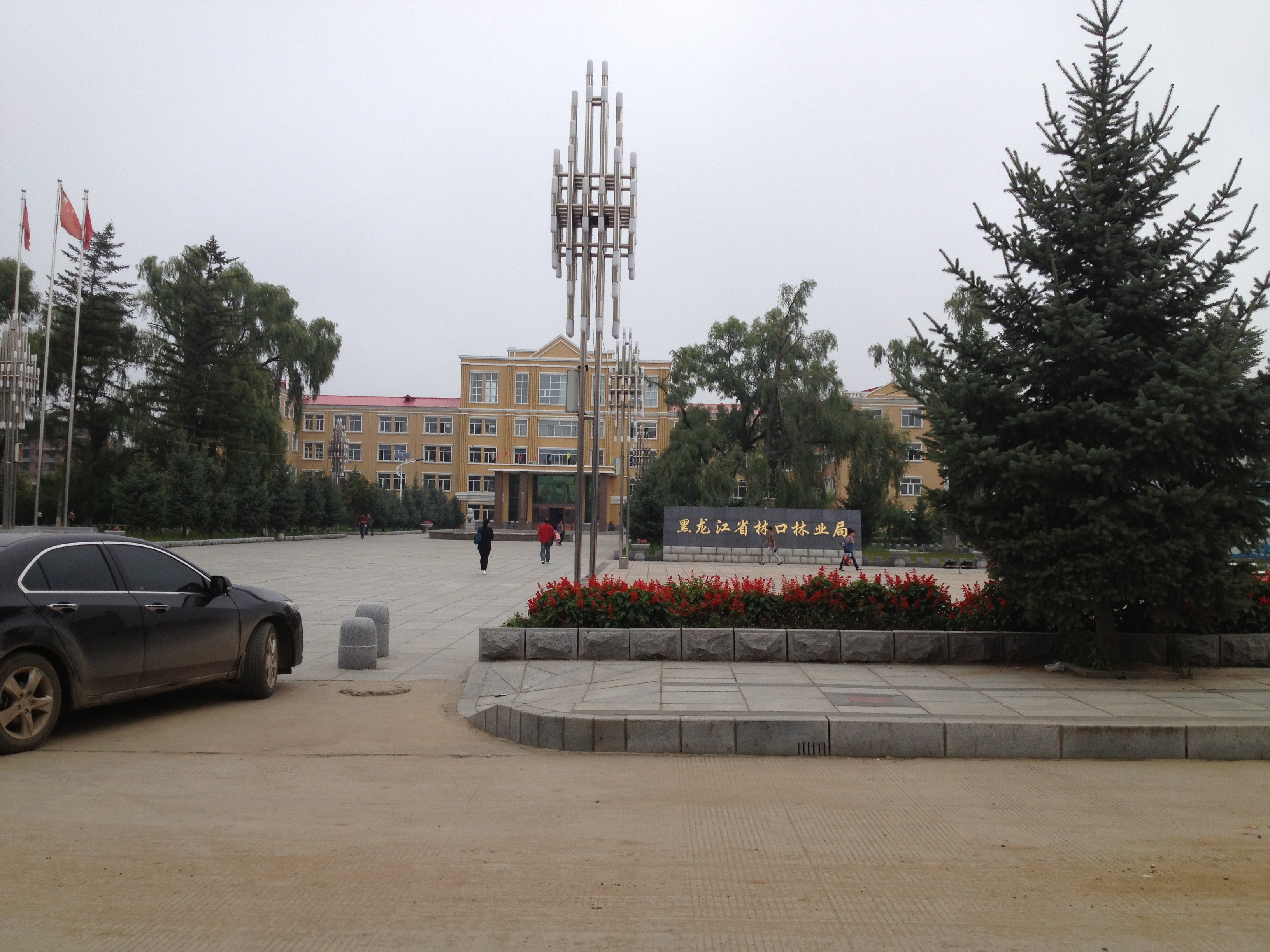
黑龙江省林口林业局办公地点

中南区社区、中北区社区、河北区社区、河西区社区、四道经营所、胜利经营所、向阳生活服务公司、湖水经营所、青山经营所、曙光经营所、红石经营所、莲花经营所、西北楞经营所、团结经营所、前哨经营所、刁翎经营所、战斗林场、奋斗林场、东升林场、朝阳林场、先锋林场。